# Libnotes inusitata
Libnotes inusitata är en tvåvingeart som beskrevs av Edwards 1927. Libnotes inusitata ingår i släktet Libnotes och familjen småharkrankar.
Artens utbredningsområde är Vanuatu. Inga underarter finns listade i Catalogue of Life.